# بيرس أنتوني
بيرس أنتوني (بالإنجليزية: Piers Anthony)‏ كاتب أمريكي إنجليزي، ولد عام 1934 في أوكسفورد بإنجلترا. اشتهر بأدب الخيال العلمي والفانتازيا. احتلت أسماء بعض كتبه قائمة النيويورك تايمز لأكثر الكتب مبيعا. تدور بعض رواياته في عالم خيالي ابتدعه يسمى Xanth.

## وصلات خارجية
- بيرس أنتوني على موقع IMDb (الإنجليزية)
- بيرس أنتوني على موقع ميوزك برينز (الإنجليزية)
- بيرس أنتوني على موقع إن إن دي بي (الإنجليزية)

- بيرس أنتوني  على قاعدة بيانات الخيال التأملي على الإنترنت